# Чарлстон (Південна Кароліна)
Чарлстон (англ. Charleston) — місто (англ. city) в США, в окрузі Чарлстон штату Південна Кароліна. Населення — 150 227 осіб (2020).

## Географія
Чарлстон розташований за координатами 32°49′5″ пн. ш. 79°57′32″ зх. д. / 32.81806° пн. ш. 79.95889° зх. д. (32.817922, -79.958927).  За даними Бюро перепису населення США в 2010 році місто мало площу 330,20 км², з яких 282,25 км² — суходіл та 47,95 км² — водойми.

## Демографія
Згідно з переписом 2010 року, у місті мешкали 120 083 особи в 52 341 домогосподарстві у складі 26 894 родин. Густота населення становила 364 особи/км².  Було 59522 помешкання (180/км²).
Расовий склад населення:
| - 70,2 % — білих - 25,4 % — чорних або афроамериканців - 1,6 % — азіатів - 0,2 % — корінних американців - 0,1 % — вихідців з тихоокеанських островів - 1,0 % — осіб інших рас |

До двох чи більше рас належало 1,5 %. Частка іспаномовних становила 2,9 % від усіх жителів.
За віковим діапазоном населення розподілялося таким чином: 18,0 % — особи молодші 18 років, 69,8 % — особи у віці 18—64 років, 12,2 % — особи у віці 65 років та старші. Медіана віку мешканця становила 32,5 року. На 100 осіб жіночої статі у місті припадало 89,6 чоловіків;  на 100 жінок у віці від 18 років та старших — 87,4 чоловіків також старших 18 років.
Середній дохід на одне домашнє господарство  становив 79 260 доларів США (медіана — 55 546), а середній дохід на одну сім'ю — 105 062 долари (медіана — 77 816). Медіана доходів становила 50 518 доларів для чоловіків та 40 120 доларів для жінок. За межею бідності перебувало 17,8 % осіб, у тому числі 22,6 % дітей у віці до 18 років та 8,8 % осіб у віці 65 років та старших.
Цивільне працевлаштоване населення становило 66 351 особа. Основні галузі зайнятості: освіта, охорона здоров'я та соціальна допомога — 26,4 %, мистецтво, розваги та відпочинок — 15,7 %, науковці, спеціалісти, менеджери — 13,4 %.

## Відомі люди
- Пшепюрська-Овчаренко Марія — мовознавець і педагог школи Івана Зілинського.
- Казимир Пуласкі — герой боротьби за Незалежність США, тут відбувся його символічний похорон.[8]
- Александра Ріплі — американська письменниця.